# GDP-6-dezoksi-D-taloza 4-dehidrogenaza
-6-dezoksi--taloza 4-dehidrogenaza (EC 1.1.1.135, guanozin difosfo-6-dezoksi-D-talozna dehidrogenaza, GDP-6-dezoksi-D-taloza:+ 4-oksidoreduktaza) je enzim sa sistematskim imenom GDP-6-dezoksi-alfa-D-taloza:+ 4-oksidoreduktaza. Ovaj enzim katalizuje sledeću hemijsku reakciju
-6-dezoksi-alfa-D-taloza + NAD(P)+ {\displaystyle \rightleftharpoons } GDP-4-dehidro-6-dezoksi-alfa-D-manoza + NAD(P)H + H+

## Literatura
- Nicholas C. Price; Lewis Stevens (1999). Fundamentals of Enzymology: The Cell and Molecular Biology of Catalytic Proteins (Third изд.). USA: Oxford University Press. ISBN 019850229X.
- Eric J. Toone (2006). Advances in Enzymology and Related Areas of Molecular Biology, Protein Evolution (Volume 75 изд.). Wiley-Interscience. ISBN 0471205036.
- Branden C; Tooze J. Introduction to Protein Structure. New York, NY: Garland Publishing. ISBN 0-8153-2305-0.
- Irwin H. Segel. Enzyme Kinetics: Behavior and Analysis of Rapid Equilibrium and Steady-State Enzyme Systems (Book 44 изд.). Wiley Classics Library. ISBN 0471303097.
- William P. Jencks (1987). Catalysis in Chemistry and Enzymology. Dover Publications. ISBN 0486654605.

## Spoljašnje veze
- GDP-6-deoxy-D-talose+4-dehydrogenase на 